# 少年死刑囚
少年死刑囚（しょうねんしけいしゅう）とは、20歳未満の時期に死刑事犯の犯罪（少年犯罪）を犯したとして刑事裁判で死刑判決が確定した死刑囚。

## 概要

### 日本
少年法は、第51条（死刑と無期刑の緩和）にて、犯行時18歳未満の者について「死刑をもって処断すべきときは、無期刑を科する」と規定しているが、犯行時18歳および19歳の場合は死刑事犯の犯罪を犯した被告人に死刑判決を言い渡すことが可能である。
戦後（第二次世界大戦後 / 1945年 - 2024年2月）の日本では、少年死刑囚は45人いる（#一覧表を参照）。#一覧表のうち、1 - 37番は『最高裁判所刑事判例集』第37巻第6号 (1983) に収録された、永山則夫連続射殺事件（一覧表39番）における検察官の上告趣意書の別表「犯時少年の事件に対し死刑の判決が確定した事例」（#参考文献を参照）を参考に作成しているが、先に最高裁で上告棄却の判決を言い渡された死刑囚より、後から上告審判決を言い渡された死刑囚の方が若い番号になっている場合もある。また、32番の死刑囚（厚木建築業者一家4人殺害事件・1944年10月3日生まれ）は『刑事裁判資料』第187号および、それを参考にした最高裁の資料 (1983) において事件当時18歳（事件発生日：1962年10月25日）とされているが、実際の事件発生日は1964年10月25日であり、事件当時は20歳である。その全員が男性で、女性死刑囚は2024年2月現在まで確認されていない。
ただし全員が死刑を執行されたわけではなく、2024年2月時点で計7人が未執行・存命中である（#一覧表で事件名・氏名が太字となっている者）。また、以下のように恩赦により減刑された死刑囚が計6人いるほか、冤罪が判明して再審により無罪が確定した者が1人いる。
- 旧少年法（1922年制定 / 大正11年法律42号）の規定により、18歳未満（17歳以下）の犯行で死刑判決が確定[注 5]した少年死刑囚（3人）は、1948年（昭和23年）7月に現行の少年法が公布された[注 6]ことを受け[19]、1949年3月に[18]個別恩赦された[19]。これは改正少年法の成立に伴う閣議決定により[20]、改正少年法（第51条）の規定を前年（1948年度）以前の少年死刑囚にも適用したものである[18]。
- サンフランシスコ平和条約締結（1952年8月発効）に際し[21]、死刑囚14人（うち少年死刑囚2人）[注 7]が同年4月28日付で政令恩赦された[23]。しかし、この時に減刑された少年死刑囚のうち1人（小田原一家5人殺害事件の元死刑囚：一覧表14番）は仮釈放後に2人への殺人未遂事件を再犯し、仮釈放を取り消されている[24]。
- このほか、1954年1月15日付で個別恩赦された死刑囚が1人いる（#一覧表9番）。
- 谷口繁義[25]（財田川事件の元死刑囚） - いったんは死刑判決が確定したが、後に冤罪が判明し、再審により無罪が確定（釈放）[26]。

### 日本国外
アムネスティ・インターナショナルの調査によれば、日本国外では1991年（平成3年）時点で、アメリカ合衆国、イラン、イラク、ナイジェリア、パキスタン、バングラデシュ、バルバドスの7か国が18歳未満時の犯罪に対する死刑執行を認めている。特にアメリカは国際人権に関する条約に批准しておらず、少年犯罪に対する死刑執行が世界で最多とされている。同団体が1991年10月9日付けで発表したアメリカの少年犯罪に対する量刑に関する報告書によれば、アメリカでは1970年以降で15 - 17歳時に罪を犯した90人以上の少年が死刑判決を宣告され、うち4人が1985年 - 1990年に死刑を執行されていたほか、1991年7月1日時点では犯行時に18歳未満だった少年死刑囚が31人いると報告されている。アメリカではその後2005年に、米国最高裁判所 ローパー対シモンズ判決により18歳未満時の犯罪に対する死刑執行は合衆国憲法違反とされ、その当時16歳、17歳時の犯罪に対する死刑を合法としていた25の州の法律は書き換えられた。。

## 一覧
※太字は2024年2月時点で存命中の死刑囚。実名は本人名義の著書がある人物、および冤罪が判明し再審で無罪が確定した人物。

### 明治維新後 - 戦前・戦中に死刑確定
|   | 事件                                                       | 氏名       | 事件発生日                          | 事件当時の 年齢 | 罪状                                                                       | 殺害された 被害者数 | 事件概要 | 判決宣告日 （太字は死刑確定日） | 備考                                                                           | 参考文献                           |
| - | ---------------------------------------------------------- | ---------- | ----------------------------------- | --------------- | -------------------------------------------------------------------------- | ------------------- | --- | ------------------------------- | ------------------------------------------------------------------------------ | ---------------------------------- |
| 1 | 呉服屋店主井上仙次郎殺人事件                               | 井上喜三郎 | 1875年2月2日                        | 18歳4ヶ月?      | 尊属殺人                                                                   | 1                   | 1874年9月20日に結婚をしたが、夫婦仲が悪く、1875年1月15日に離婚をし、実兄であり新潟県で呉服屋を営む井上仙次郎の家に舞い戻った。そして、商売をするための費用が必要となり、父が亡くなった際に遺言により本宅の土地家屋を仙次郎、別宅の土地家屋を喜三郎を相続していたが、本宅は売却され、別宅が仙次郎の住む家となったため、別宅を売却して費用を捻出することが出来なくなっていた。仙次郎に財産を分ける事を直談判したが、断られたため、仙次郎の殺害を決意、1875年2月2日夜に仙次郎が寝ている時に、喉元を短刀で突き刺し殺害、1875年3月19日に尊属殺人の罪で梟首刑の判決が言い渡された。 | 1875年3月19日                   | 知られている限りでは、明治維新後の日本史上初の少年死刑囚                       | [ 29 ] [ 30 ] [ 31 ] [ 32 ] [ 33 ] |
| 2 | 紀尾井坂の変                                               | 杉村文一   | 1878年5月14日                       | 18歳            | 殺人罪                                                                     | 2                   | 共犯者5名と共謀し大久保利通と中村太郎を殺害、判決が言い渡された1時間後に共犯者5名と共に斬首刑に処された。 | 1878年7月27日                   | 1889年に共犯者3名と共に大赦                                                    |                                    |
| 3 | 阿弥陀堂堂主強盗殺人事件                                   | 岩上洪治   | 1910年3月24日                       | 17歳            | 強盗殺人                                                                   | 1                   | 阿弥陀堂に侵入し、堂守の僧侶を黄金の火箸で20ヶ所あまりの傷を負わせ殺害し、金品を盗んだ。 | 1910年12月22日                  | 20歳未満で死刑執行。                                                           | [ 34 ] [ 35 ] [ 36 ]               |
| 4 | 柏木の一家鏖殺事件                                         | 菊池辰太郎 | 1910年11月13日                      | 19歳            | 強盗殺人                                                                   | 3                   | 夜9時に金を借りるために被害者である金五郎宅へ訪れた、金五郎ともう1人の被害者である小僧萬起壽が銭湯から帰ってくるを待っていた妻のサダに「金貸してくれ」と懇願したが断られた為、深夜の午前2時に着衣を脱ぎ、シャツ1枚になり、唐鍬で戸をこじ開け侵入、主人の寝室に忍び込みタンスを開けるがその直後にサダが寝返りをうったため、犯行に気づかれたと思い込んだ菊池はサダを唐鍬で殴り斬り即死させた、さらに金五郎と小僧萬起壽も殺害した、その後にタンスの引き出しから財布を盗み逃走するが3日後に逮捕。                                                                                 | 1911年2月17日                   |                                                                                | [ 37 ] [ 38 ] [ 39 ]               |
| 5 | 青森実父殺害事件                                           | 葛西三九郎 | 1914年9月5日                        | 18歳            | 尊属殺人                                                                   | 1                   | 嫌な嫁を貰わせられ、離婚したがっていたが、父親がこれを渋ったため、小刀で刺して溺死させ、強盗の仕業に見せかけた。 | 1915年4月30日                   |                                                                                | [ 40 ]                             |
| 6 | 15歳少女連続強姦殺人事件かつ東京・柳島自転車商一家殺人事件 | 南館正夫   | 1915年3月30日・1915年4月・1916年7月 | 15~16歳         | 強盗殺人、強姦殺人                                                         | 6                   | 1915年3月30日に一家を惨殺したが、事件とは無関係な人物を取り調べたことで冤罪事件を生じさせ、迷宮入りとなっていたが、事件から5年後に籠いっぱいの梨を盗み逮捕された、逮捕後に南館が毎日のように魘され一家惨殺に関する寝言を言っているため、余罪を追求した所、一家惨殺事件の真犯人であることが判明、また一家惨殺事件の後に2人の女子中学生(いずれも15歳)を強姦して殺害したことを自供し、自ら死刑を望んだ。 |                                 |                                                                                | [ 41 ] [ 42 ]                      |
| 7 | 浜松事件                                                   | 中村誠策   | 1941年8月-1942年8月                 | 19歳（逮捕時）  | 強盗殺人罪・強盗殺人未遂罪・殺人罪・殺人未遂罪・尊属殺人未遂罪・住居侵入罪 | 9                   | 聾啞者であった中村は1941年（昭和16年）8月18日、芸妓屋に侵入し1名を殺害、1名を負傷させる。8月20日深夜には料理屋で3名を刺殺。翌月の9月27日、犯人は外部からの侵入と見せかけて自宅の兄を刺殺、両親、姉、兄の妻およびその子供の計5名に重軽傷を負わせた。犯人は1942年（昭和17年）8月30日にも同様の手口で農家へ侵入し4名を殺害したが、同年10月13日に逮捕された。 | 1944年6月19日                   | 当時の日本は戦時体制下にあり犯罪報道が制限されていたためあまり知られていない。 | [ 43 ] [ 44 ] [ 45 ] [ 46 ]        |
| 8 | 同性愛少年友人一家殺傷放火事件                             | 不詳       | 1944年7月29日                       | 17歳4ヶ月       | 殺人、殺人未遂、戦時放火                                                   | 3                   | 1944年7月29日午前2時頃に神奈川県足柄上郡の被害者宅で出刃包丁で就寝中を襲撃し、恋愛感情があった少年(14)を殺害し、祖父(70)と祖母(65)も殺害し母(42)に1週間の怪我を負わせ住宅に火を放った。風俗犯捜査要領 | 1945年9月5日                    | 犯行当時は旧制中学校4年生で華族の血筋、1947年2月18日に恩赦で無期懲役に減刑。   | [ 48 ] [ 49 ]                      |

### 1945年 - 1950年代に死刑確定
|    | 事件                                                     | 氏名     | 事件発生日                              | 事件当時の 年齢 | 罪状                                            | 殺害された 被害者数 | 事件概要 | 判決宣告日 （太字は死刑確定日） | 備考 | 参考文献    |
| -- | -------------------------------------------------------- | -------- | --------------------------------------- | --------------- | ----------------------------------------------- | ------------------- | --- | --- | --- | ----------- |
| 1  | 名古屋2女性殺害事件                                      | IことK   | 1947年（昭和22年）6月18日 1947年6月21日 | 17歳4か月       | 強盗殺人・強盗傷人                              | 2人                 | 金員に窮した結果、共犯3人と共謀して他家に押し入って金品強取を企て、強盗殺人1件・強盗致傷1件を起こした。 - 6月18日に侵入した民家の住人一家（夫妻と娘）を縄で緊縛し、現金600円・衣類など20数点を強取した。その際、騒ぎ立てた妻（67歳）を刺身包丁で切り付け、約10日間の怪我を負わせた。 - 愛知県愛知郡天白村（現：名古屋市天白区）で同月21日、畑の物置から天秤棒などを持って同人宅へ侵入し、就寝中の女性2人（56歳・51歳）のうち1人の頭部を天秤棒で殴打した。そして女性2人を紐で緊縛して布団蒸しにして窒息死させ、衣類など三十数点を強取した。 犯人5人のうち1人は事件発生翌日に逮捕され、残る4人も同月25日に闇ブローカーの巣窟となっていた上前津マーケット（名古屋市）で逮捕された。 | 1947年9月4日 - 名古屋地裁・死刑 1948年（昭和23年）3月11日 - 名古屋高裁・控訴棄却（確定） | 旧少年法適用事件。名古屋刑務所（未決区）に収監されていたが、新少年法の成立（1949年に公布）のため、1949年（昭和24年）3月23日付で個別恩赦（無期懲役に減刑）が決定。その後、千葉刑務所へ移送。 | [ 資料 1 ]  |
| 2  | 母妹殺し                                                 | 邑神一行 | 1946年（昭和21年）9月16日               | 19歳8か月       | 尊属殺人・殺人など                              | 2人                 | 勤務先の金を費消して辞めさせられ、実家に帰ってもまじめに仕事をせず、母（当時49歳）・妹（16歳）から邪魔者扱いされた。事件当日、夕食を残さず就寝した母・妹の態度に憤慨して2人を藁打ち槌で撲殺し、古井戸に遺棄した。 | 1947年5月23日 - 広島地裁・無期懲役 1947年8月25日 - 広島高裁・死刑 1948年3月12日 - 最高裁大法廷・上告棄却（確定）                                                                                      | 1927年（昭和2年）1月10日生まれ。 1949年7月27日に福岡刑務所で死刑執行？ | [ 資料 2 ]  |
| 3  | 岐阜県清見村一家3人殺害事件                              | MことI   | 1947年4月9日                            | 17歳7か月       | 殺人など                                        | 3人                 | 岐阜県大野郡清見村（現：高山市）で発生。 雇い主の妻（当時29歳）に服を購入するための代金として借金を申し入れたことを拒絶され、口論の末に妻を包丁で刺殺。さらに事件発覚を恐れ、長女（3歳）・次男（7歳）を包丁で刺殺し、逃走資金として現金約70円・オーバーなど数点を窃取した。 | 1947年7月16日 - 岐阜地裁高山支部・無期懲役 1947年11月25日 - 名古屋高裁・死刑 1948年6月8日 - 最高裁第三小法廷 上告棄却・確定                                                                           | 旧少年法適用事件。名古屋刑務所（未決区）に収監されていたが、新少年法の成立に伴い、1949年3月23日付で個別恩赦（無期懲役への減刑）が決定。その後、千葉刑務所へ移送。 | [ 資料 3 ]  |
| 4  | 鹿児島雑貨商殺害事件                                     | A        | 1947年12月18日                          | 17歳8か月       | 強盗殺人・同未遂・放火未遂                      | 2人                 | 金員に窮したため、家人を殺害して金品を強取することを企てた上で他家に押し入り、夫婦（夫41歳・妻33歳）を細引きで縛り上げ、現金3,400円および衣類など数十点を強取した。さらに手斧で夫妻を撲殺し、長女（3歳）を殴打して重傷を負わせたほか、犯跡隠蔽のため鉋屑に放火したが、付近の者に消し止められ未遂に終わった。当時の新聞では妻に重傷を負わせ長女を殺害になっている。Aへの一問一答で「子供を殺したのは泣き出して近所に知れると思ったからか?」という問いに「そうだ」と答えている。 | 1948年2月27日 - 鹿児島地裁・死刑 1948年11月29日 - 福岡高裁宮崎支部・死刑（確定） | 旧少年法適用事件。宮崎拘置支所に収監されていたが、事件当時17歳のため、改正少年法施行（1949年）に伴い個別恩赦で無期懲役に減刑。その後、まず熊本刑務所へ移送されたが、統合失調症（精神分裂病）のため、北九州医療刑務所（旧：城野医療刑務所）に収監されているとされる。 16歳時（事件の半年前）に逃亡、強盗の罪で服役していた軍刑務所を釈放される。                                                                                   | [ 資料 4 ]  |
| 5  | 和歌山母子逆恨み殺人事件                                 | Y        | 1948年2月5日                            | 18歳5か月       | 強盗殺人                                        | 2人                 | 母に告げ口した女性（41歳）を恨み、彼女を殺害して金品を強取することを企てた。事件当日、被害者女性宅の炊事場から出刃包丁を持ち出し、就寝中の女性を突き刺して殺害したほか、その傍らで就寝中の長男（12歳）の首をタオルで絞めて窒息死させ、衣類など三十数点を強取した。 | 1948年3月31日 - 和歌山地裁田辺支部・死刑 1948年8月12日 - 大阪高裁・死刑 1949年2月15日 - 最高裁第二小法廷・上告棄却                                                                                    | 旧少年法適用事件。1951年6月5日に死刑執行。 | [ 資料 5 ]  |
| 6  | 福島県伊達夫婦殺害事件                                   | E        | 1947年6月6日                            | 19歳5か月       | 強盗殺人                                        | 2人                 | 金員に窮したため、他1人と共謀して金を貯めている一軒家の夫婦（服役中の同房者の実家夫婦）を脅し、金を奪うことを決意。その夫婦の家を裁判所の過程調査を装って訪れ、雑談を交わして機会を窺ったが、機械がなかったために夫婦を絞殺して強盗することを図り、Eが夫（58歳）を手拭いで絞殺したほか、共犯者も彼の内縁の妻（61歳）の首を絞めて殺害した。そして現金1,900円ほか衣類など数十点を強取した。 事件は未解決のまま長期化の様相だったが、目撃情報から6月29日に共犯のFが逮捕され、供述から翌7月3日にEも逮捕された。 | 1947年9月18日 - 福島地裁田辺支部・死刑 1948年8月12日 - 仙台高裁・死刑 1949年2月15日 - 最高裁第一小法廷・上告棄却                                                                                      | 1950年（昭和25年）1月20日に共犯とともに死刑執行。 | [ 資料 6 ]  |
| 7  | 熊本知人女性殺害事件                                     | S        | 1947年8月27日                           | 19歳0か月       | 強盗殺人                                        | 1人                 | 負債の返済に窮し、知人の女性（31歳）を砂糖の買い出しに誘い出し、雑木林にて所携の折り畳み式西洋小刀で胸部を突き刺し、人頭大の石塊を頭に落とすなどして殺害し、現金11,800円を強取した。 | 1947年11月24日 - 熊本地裁・死刑 1948年10月12日 - 福岡高裁・死刑 1949年4月20日 - 上告取り下げ | 死刑執行日は不明。 | [ 資料 7 ]  |
| 8  | 熊本県龍峯村老夫婦殺害事件                               | Y        | 1947年12月20日                          | 18歳10か月      | 強盗殺人                                        | 2人                 | 熊本県龍峯村で発生。淋病の治療費欲しさから、近隣の老夫婦（夫70歳・妻72歳）が多額の現金を持っていることを知り、夫婦を殺害して所持金を強奪することを決意。老夫婦宅で火鉢を挟んで対座していたところ、所携の斧で2人の頭部を殴って即死させ、丸帯1本を強取した。 | 1948年4月26日 - 熊本地裁八代支部・死刑 1948年11月13日 - 福岡高裁・死刑 1949年5月31日 - 最高裁第三小法廷・上告棄却                                                                                     | 1951年（昭和26年）6月5日に死刑執行。 | [ 資料 8 ]  |
| 9  | 北海道滝川老女殺害事件                                   | S        | 1948年3月7日                            | 19歳1か月       | 強盗殺人など                                    | 1人                 | 金員に窮した結果、ほか1人と共謀し、かつて衣類などを売却したことのある被害者老女（69歳）が1人暮らしで金があると考え、老女を殺害して金品を強取することを決意。老女宅にて首を手拭いなどで絞めて老女を窒息死させ、現金約600円・衣類二十数点を強取した。他に窃盗2件の余罪あり。 | 1948年9月27日 - 札幌地裁・死刑 1949年2月8日 - 札幌高裁・死刑 1949年5月17日 - 最高裁第一小法廷・上告取り下げ                                                                                           | 札幌刑務所に収監されていたが、1954年（昭和29年）1月15日付で共犯（1949年7月14日付で死刑確定）とともに個別恩赦（無期懲役への減刑）が決定。 | [ 資料 9 ]  |
| 10 | 北海道南尻別一家3人殺害事件                              | Y        | 1948年4月2日                            | 18歳3か月       | 強盗殺人                                        | 3人                 | 金員に窮したため、妻子だけの未復員家庭に忍び込み、発見された際には妻子らを殺害して金品を奪うこともやむなしと決意。事件当日、被害者女性（29歳）に誰可され、所携の金具（バリ）で頭部を殴打したところ、女性は金品を差し出して哀願したが、続けてバリで頭部を殴打し、匕首で胸部を突き刺して殺害。そして女性の長男（9歳）・次男（6歳）の頭部をそれぞれ張りで殴って殺害し、現金1,000円および衣類数十点を強取した。 | 1948年5月11日 - 札幌地裁小樽支部・死刑 1948年10月27日 - 札幌高裁・死刑 1949年7月15日 - 上告取り下げ                                                                                                   | 1953年（昭和28年）に死刑執行（月日不明）。 | [ 資料 10 ] |
| 11 | 志和堀村両親殺害事件                                     | M        | 1948年6月11日                           | 18歳10か月      | 尊属殺人                                        | 2人                 | 広島県賀茂郡志和堀村（現：東広島市志和町）で発生（発覚は翌12日）。 勤務先の同僚教員と関係し妊娠させるなど、素行が治まらなかったことを両親から叱責され、それを恨んでいた。父から激しく叱責され、母から殴打されたことに憤激して両親の殺害を決意し、自宅で入浴中の母（53歳）の頸部を匕首で突き刺し即死させ、さらに帰宅した父（57歳）に背後から飛び掛かり、匕首で頸部を突き刺し即死させた。 | 1949年2月12日 - 広島地裁・死刑 1950年1月25日 - 広島高裁・死刑 1950年2月21日 - 上告取り下げ | 広島拘置所に収監されていたが、1952年（昭和27年）4月28日付で政令恩赦（無期懲役への減刑）が決定。 | [ 資料 11 ] |
| 12 | 矢野村強盗殺人事件                                       | F        | 1947年5月23日                           | 19歳5か月       | 強盗殺人など                                    | 2人                 | 兵庫県赤穂郡矢野村（現：相生市矢野町）で発生。金員に窮したため、ほか1人（兄）と共謀した上で家人を殺害し、金品を強取する目的で他家に侵入。Fは就寝中の夫婦（夫37歳・妻35歳）の頭部を所携の斧で殴って死亡させ、衣類など数十点を強取した。他に強盗の余罪1件あり。 | 1947年11月14日 - 神戸地裁姫路支部・死刑 1948年7月20日 - 大阪高裁・死刑 1949年5月10日 - 最高裁第三小法廷・破棄差戻 1949年12月26日 - （差戻後）大阪高裁・死刑 1950年2月2日 - 最高裁第二小法廷・上告棄却 | 1953年2月20日に死刑執行。従犯とされた兄は無期懲役判決を受け、控訴せず確定。 逮捕後に兄を庇い、Fが自ら主犯である旨を主張したが、死刑判決を受けてから一転して「主犯は兄だ」と主張したものの、「Fが主犯である」という認定は覆らなかった。死刑確定後に大阪高裁へ再審請求したが、1952年11月22日に棄却。 | [ 資料 12 ] |
| 13 | 小田原一家5人殺害事件                                    | S        | 1948年9月14日                           | 18歳4か月       | 殺人・同未遂                                    | 5人                 | 隣家の夫婦から馬鹿にされたと憤激し、彼らを殺害することを決意。その家に侵入して就寝中の夫婦（夫45歳・妻42歳）とその母（80歳）を所携の鉈で撲殺し、さらに次女（8歳）・長男（3歳）の首をそれぞれ電気コードで絞め、所携の肉切り包丁で頸部を突き刺して殺害。さらに長女（18歳）の頭部を鉈で殴打して殺害しようとしたが、傷害を負わせたにとどまった。 | 1950年1月12日 - 横浜地裁小田原支部・死刑 1951年3月20日 - 東京高裁・死刑 1952年9月13日 - 最高裁第一小法廷・上告棄却                                                                                    | 1931年（昭和6年）5月2日生まれ。 東京拘置所に収監されていたが、1952年4月28日付で政令恩赦（無期懲役への減刑）が決定。 1970年（昭和45年）3月に宮城刑務所を仮出所したが、1984年（昭和59年）7月8日に東京都杉並区永福（明治大学和泉キャンパス正門前・甲州街道の歩道橋上）で少女2人への殺人未遂事件を起こし、逮捕。同年12月19日に東京地裁刑事第15部（柴田孝夫裁判長）で懲役8年の実刑判決（求刑：懲役12年）を受け、仮出所も取り消された。 | [ 資料 13 ] |
| 14 | 福島県一家4人殺害事件                                    | O        | 1949年6月3日                            | 19歳4か月       | 強盗殺人                                        | 4人                 | 金員に窮したため、他人を殺害して金品を強取することを企てて他家に侵入。就寝中の夫婦（夫37歳・妻33歳）、長男（9歳）、次男（4歳）の一家4人を所携の短刀で刺殺し、金品を強取しようとした。 当時の『福島民報』では伯母一家を殺害と報道されている。既婚で臨月の妻がいたが事件後に妻の姿が見えない事から共犯を疑われた。(のちに借金があるOから逃げるために実家に戻っていた事がわかる) | 1950年4月5日 - 福島地裁平支部・死刑 1950年12月28日 - 仙台高裁・死刑 1951年7月6日 - 最高第歳二小法廷・上告棄却                                                                                         | 死刑執行日は不明。 | [ 資料 14 ] |
| 15 | 大阪連続強姦致死事件                                     | K        | 1948年 - 1949年                         | 18歳3か月       | 強盗致死・強盗強姦・ 強盗強姦致死・強姦致傷など | 2人                 | 小遣い銭に窮したため、婦女を襲って金品を強取したり強姦することを企て、以下の罪を犯した。ほかに強盗強姦5件・強盗2件の余罪あり（強姦された被害者は計7人）。 1. 1947年11月30日、帰宅中の女性（52歳）を脅迫・強姦し、通行人の気配を感じたため発覚を恐れ、被害者女性の咽喉部を扼圧することで窒息死させ、衣類など十数点を強取した。 2. 1948年3月29日、通行中の女性（35歳）の咽喉部を扼圧して強姦し、被害者女性を窒息死させて現金約1,000円および衣類など15点を強取した。 3. 1948年4月7日、通行中の女性（48歳）の咽喉部を扼して人事不省に陥れ、約1週間の怪我を負わせたほか、現金約12,000円および衣類など2点を強取した。                                                                  | 1948年12月28日 - 大阪地裁・死刑 1951年2月22日 - 大阪高裁・死刑 1951年12月21日 - 最高裁第二小法廷・上告棄却                                                                                            | 死刑執行日は不明。 | [ 資料 15 ] |
| 16 | 宮城一家3人殺傷事件                                      | A        | 1950年4月26日                           | 18歳3か月       | 強盗殺人・同未遂                                | 1人                 | ほか1人と共謀し、金があると聞いた他家の家人を殺害して金品を強取することを決意。その家に侵入し、Aは鉞で就寝中の同家雇人（20歳）の頭部を切りつけ、全治約50日の怪我を負わせた。共犯者も鉈で就寝中の主人（43歳）の前額部を切りつけて全治未定の重傷を負わせ、次いでAが妻（35歳）の頭部を切りつけて殺害し、現金約10,000円および預金通帳などを強取した。 | 1950年12月7日 - 仙台地裁・無期懲役 1951年5月18日 - 仙台高裁・死刑（破棄自判） 1951年10月18日 - 最高裁第一小法廷・上告棄却                                                                             | 1955年（昭和30年）1月29日に死刑執行。 | [ 資料 16 ] |
| 17 | 福岡連続強盗殺人事件                                     | S        | 1951年（5月15日・6月3日）               | 19歳10か月      | 強盗殺人                                        | 2人                 | ほか1人（古谷惣吉）と共謀して以下の強盗殺人2件を犯した。 1. 5月15日、古谷の知っている男性（40歳）から金品を強取しようと企て、彼を誘い出して金品を強要したが逃げ出されたため、殺害してでも金品を奪おうとした。Sが処刑のマフラーで男性の首を緊縛し、古谷が腰紐で首を絞めることで殺害し、現金8,600円在中の財布を強取した。 2. 6月3日、窃盗の犯意で他家に侵入したが、物色中に主人（70歳）が帰宅して発見されたため、主人を殺害して金品を強取することを決意。Sと古谷がそれぞれ主人の首を絞めて窒息死させ、現金250円および服・時計・白米などを強取した。 | 1951年11月7日 - 福岡地裁・死刑 1952年4月9日 - 福岡高裁・控訴棄却（確定） | 1953年3月27日に死刑執行。共犯者・古谷惣吉は懲役10年の判決を受け服役したが、出所後に8人連続殺人事件（警察庁広域重要指定105号事件）を起こして死刑確定（1985年〈昭和60年〉8月1日に死刑執行）。 | [ 資料 17 ] |
| 18 | 御殿場宿直員殺害事件                                     | K        | 1952年3月3日                            | 19歳11か月      | 強盗殺人                                        | 2人                 | 借金返済に窮した結果、役場から金員を窃取し、もし発見されたときは殺害もやむなしと考え、事件当日に自宅から薪割りを持ち出した。そして宿直員が寝静まるのを待って事務室に忍び込んだが、宿直員に発見されたような気配を感じたため、宿職質に飛び込み、就寝中の宿直員2人（21歳・29歳）を所携の薪割りで撲殺。現金4,750円・ライター1個を強取した。 | 1952年8月30日 - 静岡地裁沼津支部・死刑 1953年4月3日 - 東京高裁・控訴棄却 1953年11月19日 - 最高裁第一小法廷・上告棄却                                                                                  | 死刑執行日は不明。 | [ 資料 18 ] |
| 19 | 大阪看板屋父子殺害事件                                   | N        | 1947年1月23日                           | 19歳10か月      | 強盗殺人など                                    | 2人                 | ほか1人と共謀し、知人から金品を強取しようと企てた。事件当日、その知人宅に宿泊し、家人たちの宿泊を見計らい、野球用バットで知人（60歳）の頭部を殴打し、電気コードで頸部を絞めて窒息死させたほか、その暴行を目撃した知人の養子（12歳）の頸部をマフラーで絞めて窒息死させ、現金約2,000円・洋服などを強取した。他に窃盗2件・強盗1件の余罪あり。 | 1952年9月9日 - 大阪地裁・死刑 1953年5月19日 - 大阪高裁・控訴棄却 1954年1月12日 - 最高裁第三小法廷・上告棄却                                                                                           | 1957年（昭和32年）6月27日に死刑執行。事件直後に逮捕された共犯は先に死刑執行。 | [ 資料 19 ] |
| 20 | 大阪一家4人殺害事件                                      | M        | 1953年9月15日                           | 19歳7か月       | 殺人                                            | 4人                 | かねてから待遇のことから雇い主に反感を抱いていたところ、自身が愛情を持っていた女性店員が叱責されたことに憤激し、雇い主一家4人を殺害しようと考えた。事件当日、就寝中の雇い主夫婦（夫29歳・妻27歳）、長女（4歳）、次女（2歳）を相次いで角材で殴打し、次いで雇い主・長女・次女の3人の首をジャックナイフで突き刺し、計4人を殺害した。 | 1955年2月26日 - 大阪地裁・死刑 1956年（昭和31年）2月20日 - 大阪高裁・控訴棄却 1956年12月21日 - 最高裁第二小法廷・上告棄却                                                                             | 死刑執行日は不明。 | [ 資料 20 ] |
| 21 | 財田川事件                                               | 谷口繁義 | 1950年2月28日                           | 19歳2か月       | 強盗殺人                                        | 1人                 | 香川県三豊郡財田村（現：三豊市財田町）で発生。冤罪事件。（以下は再審無罪判決前の確定判決の要旨） 負債の支払い・小遣いに窮した結果、かつて盗みに入ったことのある他家に侵入して家人を脅迫、又は殺害して金品を強取することを企てた。事件当日、その家で所携の刺身包丁を用い、就寝中の主人（63歳）の咽喉・心臓部を突き刺して殺害し、現金約13,000円を強取した。1950年8月23日に起訴。 | 1953年2月20日 - 高松地裁丸亀支部・死刑 1956年6月8日 - 高松高裁・控訴棄却 1957年1月22日 - 最高裁第三小法廷・上告棄却                                                                                   | 1984年3月12日に再審で無罪判決を受け、釈放。 | [ 資料 21 ] |
| 22 | 兵庫女性強姦殺人事件                                     | I        | 1954年12月1日                           | 19歳9か月       | 強姦・強盗殺人                                  | 1人                 | 事件当日、以下の犯行を犯した。 1. 道路上に自転車を止めて用便中の女性を見て劣情を催し、その女性（23歳）に匕首を突き付け、強姦した。 2. 1. の直後、被害者女性が警察に届け出て犯行が発覚することを恐れたことに加え、彼女が多額の金員を所持していることを目撃し、殺害して金品を強取しようと企て、匕首で刺殺。現金6,220円および腕時計など6点を強取した。 | 1955年8月27日 - 神戸地裁姫路支部・死刑 1956年9月18日 - 大阪高裁・控訴棄却 1957年4月5日 - 最高裁第二小法廷・上告棄却                                                                                   | 死刑執行日は不明。 | [ 資料 22 ] |
| 23 | 北海道・千歳町質屋一家3人殺傷事件                        | Y        | 1954年11月27日                          | 18歳4か月       | 強盗殺人・同未遂                                | 2人                 | 北海道千歳町（現：千歳市）で発生。遊興費を得るため、内情を熟知している自宅裏の質店に押し入り、発見された場合は家人を殴り殺すこともやむなしと決意。事件当日に棍棒を持って店に行き、出てきた店主（58歳）を棍棒で乱打し、次いで家の茶の間で店主の妻（51歳）・次男（15歳）を殴打して店主夫婦を殺害し、次男に全治2か月の怪我を負わせた。そして現金13,000円・印鑑・銀行預金通帳などが入った金庫1個を強取した。 | 1955年3月9日 - 札幌地裁・無期懲役 1956年8月7日 - 札幌高裁・死刑（破棄自判） 1957年8月30日 - 最高裁第二小法廷・上告棄却 事件番号：昭和31年(あ)第3259号                                                 | 1936年（昭和11年）7月4日生まれ。 1957年9月25日付で判決への訂正申立を棄却する決定［事件番号：昭和32年(み)第43号］を受け、死刑確定。死刑執行日は不明。 | [ 資料 23 ] |
| 24 | 穂高一家4人殺害事件 （死刑受執行義務不存在確認請求事件） | M        | 1949年10月31日                          | 19歳7か月       | 強盗殺人                                        | 4人                 | 遠縁の男ほか1人と共謀し、不和な遠縁の一家を皆殺しにして宿怨を晴らすとともに、金品を強取しようと画策。事件当日、大工道具・刀広・日本刀を持って遠縁一家宅に侵入し、就寝中の主人（41歳）・妻（44歳）・長男（15歳）・次女（4歳）の頭部などを刀広で殴りつけて4人を殺害し、鎖付き懐中時計・腕時計各1個、衣類など十数点を強取した。 | 1950年3月31日 - 長野地裁松本支部・死刑 1955年12月19日 - 東京高裁・控訴棄却 1958年（昭和33年）4月17日 - 最高裁第一小法廷・上告棄却                                                                     | 1962年に共犯とともに死刑執行。 | [ 資料 24 ] |
| 25 | 福笑い殺人事件                                           | O        | 1955年2月3日                            | 19歳9か月       | 強盗殺人・同未遂                                | 1人                 | 金銭に窮したことから以下の犯罪を犯した。 1. 1955年2月3日、ほか1人と共謀し、知り合いの飲食店経営の女性を殺害して金品を強取しようと企てた上で飲食店に赴き、福笑い遊びの遊技中、所携の麻縄で女性の頸部を強く絞め、さらに空ビール瓶で後頭部を強打して殺害。現金約17,000円および預金高35,000円の銀行預金通帳などを強取した。 2. 1955年3月13日、他2人と共謀した上で洋服店夫妻を殺害して金品を強取しようと企て、客を装って店に侵入。隙を見て経営者の妻(40歳)の頭部を樫棒で強打したが、彼女が救いを求めたため殺害の目的を遂げず、その際にレインコート1着を強取した。 | 1955年9月28日 - 東京地裁八王子支部・死刑 1958年9月22日 - 東京高裁・控訴棄却 1959年（昭和34年）6月16日 - 最高裁第三小法廷・上告棄却                                                                    | 死刑執行日は不明。共犯は第一審で死刑確定。 | [ 資料 25 ] |

### 1960年 - 1990年代に死刑確定
|    | 事件                           | 氏名                | 事件発生日                    | 事件当時の 年齢                             | 罪状                     | 殺害された 被害者数 | 事件概要 | 判決宣告日 （太字は死刑確定日） | 備考 | 参考文献    |
| -- | ------------------------------ | ------------------- | ----------------------------- | ------------------------------------------- | ------------------------ | ------------------- | --- | --- | --- | ----------- |
| 26 | 稚内牧場主夫婦殺害事件         | U                   | 1958年2月18日                 | 18歳7か月                                   | 強姦致死・殺人・強盗殺人 | 2人                 | 被害者方で住み込み農夫として働いていたが、以下のような事件を起こした。 1. 留守番中の次女（16歳）の姿を見て劣情を催し、強姦しようとしたが、抵抗されたため手拭いで首を絞めた。すると失神したことに驚き、次女を殺害して強姦し、犯行を隠蔽しようと決意し、手拭いで絞殺した。 2. 次いで金品を窃取して逃走しようと企て、手提げ金庫を開けようとしていたところ、帰宅した主人の銘（26歳）に発見されたため、犯行の発覚を恐れて殺害し、金品を強取しようと決意。その場にあった鉈・薪割り鉞で頭部を強打して殺害し、現金1,500円・カメラ・腕時計など22点を強取した。 | 1958年9月3日 - 旭川地裁・死刑 1959年3月24日 - 札幌高裁・控訴棄却 1960年3月15日 - 最高裁第三小法廷・上告棄却 | 死刑執行日は不明。 | [ 資料 26 ] |
| 27 | 郁恵ちゃん誘拐殺人事件         | OことK              | 1957年12月17日                | 19歳1か月                                   | 営利誘拐・殺人など       | 1人                 | 飲食費に窮したことから子供を誘拐し、両親から身代金を獲得しようと考え、通学途中の小学生女児（11歳）に住所・氏名・学校名などを訪ねて脅迫状を作成し、小学校へ赴いて担任教諭に「母親が急病で入院した」などと嘘を言い、被害者女児を学校から市内の雑木林へ連れ出して誘拐。しかし被害者が疑念を抱いて大声で助けを求めたため、殺意を持って頸部を両手で絞め、ビニール製細紐などで頸部を緊縛して窒息死させた。その後、幼児を使って被害者宅に脅迫状を届けさせたが、警察に届け出されたと思いその場から逃走し、金員喝取の目的を遂げなかった。ほかに詐欺4件・窃盗8件（および同未遂1件）の余罪あり。 | 1959年6月30日 - 福岡地裁飯塚支部・死刑 1959年10月6日 - 福岡高裁・控訴棄却 1960年6月9日 - 最高裁第三小法廷・上告棄却 | 1962年2月21日に死刑執行。 | [ 資料 27 ] |
| 28 | 小松川事件                     | 李珍宇 （金子鎮宇） | 1958年                        | 18歳1か月                                   | 強姦致死・殺人など       | 2人                 | かねてから女性に接したいという願望を抱いていたところ、以下の事件を起こした。 1. 1958年4月20日、自転車で進行中の女性を認めて劣情を催し、強姦しようと企て、その女性（23歳）を道路わきの田んぼの中に転落させ、手で咽喉部・頸部を絞めるなど暴行を加えて強姦。女性を窒息死させた。 2. 1958年8月17日、小松川高校屋上で同じ定時制2年の女子高生（16歳／読書中）を認めて劣情を催し、強姦しようと企てて女子生徒にナイフを突きつけ、屋上時計台近くまで連行したが、被害者が抵抗しながら大声を上げた。そのため犯行の発覚を恐れ、殺害して姦淫しようと決意し、被害者の頸部を所携の手拭いで絞めて窒息死させた上で強姦した。同年9月1日に逮捕。 | 1959年2月27日 - 東京地裁・死刑 1959年12月28日 - 東京高裁・控訴棄却 1961年（昭和36年）8月17日 - 最高裁第一小法廷・上告棄却 事件番号：昭和35年(あ)第242号 | 1940年（昭和15年）2月28日・東京都江東区亀戸生まれ。 在日朝鮮人2世。事件当時は東京都立小松川高等学校（夜間部）に在学中だった。 少年および在日2世の犯罪として注目され、減軽運動が展開された。1962年（昭和37年）8月30日に東京拘置所から宮城刑務所へ移送され、同年11月16日に死刑執行（22歳没）                                                                               | [ 資料 28 ] |
| 29 | 熊本警官ら2人殺害事件          | T                   | 1961年5月31日                 | 19歳8か月                                   | 強盗殺人・殺人           | 2人                 | 以下の事件を起こした。 1. 事件当日、借金を抱えて苦慮した結果、警察官を毒殺して制服・拳銃を奪取し、金作りの手段に利用しようと企て、小豆ドリンクス2缶を購入し、あらかじめ用意していた青酸カリをうち1缶に混入。熊本北警察署（熊本県警察）の「花園巡査派出所」（熊本県熊本市花園町）にて事件当日の0時30分ごろ、勤務中の巡査（23歳）に身の上相談をする如く装って話しかけ、信用させた上で青酸カリの入ったドリンクスを飲ませ、昏睡状態に陥らせた（その後中毒死）。そしてS・W拳銃、実弾、警察官の制服など官給品に加え、現金などを強取した。 2. 1. の犯行後、奪った警察官制服を着用してタクシーに乗車し、逃走したが、運転手（24歳）が犯行を知ったものと思い込み、犯跡隠蔽のため殺害を決意。1. から約30分後、熊本市新堀町の道路上で運転手の頸部を拳銃で2発撃ち殺害した。 | 1961年9月28日 - 熊本地裁・死刑 1962年6月7日 - 福岡高裁・控訴棄却 1963年5月10日 - 最高裁第二小法廷・上告棄却 | 1969年（昭和44年）1月18日に福岡拘置支所（現：福岡拘置所）で死刑執行。 | [ 資料 29 ] |
| 30 | 西宮雇い主一家殺害事件         | K                   | 1958年8月7日                  | 19歳8か月                                   | 強盗殺人                 | 3人                 | 自動車工作所に修理見習工として勤務していたが、借金がかさみ金銭に窮した結果、雇い主の妻（36歳）を脅して金品を強取することを企て、事件当日に海軍士官用短剣を持ち、雇い主夫妻の居間に行った。しかし外出中と思っていた雇い主（39歳）が在宅していたため、夫妻の頭部・胸部などを短剣で突き刺して殺害。さらに物音で目覚め、別室から出てきた雇い主の母親（64歳）も胸部・腹部などを突き刺して殺害し、現金約16,650円およびズボンなど4点を強取した。ほかに窃盗10件の余罪あり。 | 1961年3月27日 - 神戸地裁・死刑 1962年5月28日 - 大阪高裁・控訴棄却 1963年（昭和38年）2月8日 - 最高裁第二小法廷・上告棄却 | 死刑執行日は不明。 | [ 資料 30 ] |
| 31 | 釧路市雑貨商夫婦殺害事件       | M                   | 1963年11月6日                 | 19歳11か月                                  | 強盗殺人など             | 2人                 | 遊興費に窮し、かつ冬季を控え、防寒用衣類の購入に迫られ、金銭を渇望。かつて掛買をしたことのある雑貨店に現金があると見当をつけて侵入し、奥座敷で就寝中の夫妻（主人73歳・妻58歳）を見つけたため、「窃盗目的で物色中、夫妻が目を覚ましたら殺して金品を奪うこともやむを得ない」と決意し、手斧を紙袋から取り出して座敷に忍び寄った。すると主人が寝返りを打ったため、手斧で彼の頭部を数回殴打し、さらに妻も同様に頭部を数回殴打して殺害。現金18,000円と預金通帳（305,397円預入）など2点を強取した。このほか窃盗1件（および同未遂1件）の余罪あり。 | 1964年4月27日 - 釧路地裁・無期懲役 1965年（昭和40年）4月22日 - 札幌高裁・死刑（破棄自判） 1966年（昭和41年）2月4日 - 最高裁第二小法廷・上告棄却 | 1967年（昭和42年）に死刑執行。 | [ 資料 31 ] |
| 32 | 厚木建築業者一家4人殺害事件    | EことH              | 1962年10月25日 1964年10月25日 | 18歳0か月 20歳                              | 強盗殺人                 | 4人                 | 神奈川県厚木市厚木で発生。 建築業者に大工見習として住み込み稼働していたが、雇主からの叱責が積み重なり、憤懣が極度に高まり、雇い主一家を皆殺しにして恨みを晴らすと同時に金品を強取することを決意。 事件当日、2階で就寝中の長男（9歳）・長女（7歳）をそれぞれ玄翁で数回頭部を殴打して殺害し、さらに戸締りのため2回に上ってきた妻（33歳）を待ち伏せ、同様に頭部を玄翁で数回強打して殺害。そして雇主（34歳）の帰宅を待ち受け、彼の背後から頭部を玄翁で強打し、玄関へ逃げる雇主の頭部を巻き割りで数回殴打して殺害。屋内を物色し、現金210,000円および郵便貯金通帳類18冊などを強取した。 Hは事件後に姿をくらまし指名手配された 1964年11月26日に根府川の雑木林で見つかった変死体がHに似ていると同僚の証言があったが、指紋照合で不一致だった 逮捕日は1964年12月18日。 | 1965年6月28日 - 横浜地裁第4刑事部・死刑 1966年5月24日 - 東京高裁第6刑事部・控訴棄却 1966年12月1日 - 最高裁第一小法廷・上告棄却 | 1944年（昭和19年）10月3日生まれ（犯行時は成年済み）。1969年に死刑執行。 『刑事裁判資料』第189号およびそれを参考にした最高裁の資料 (1983) では事件当時18歳とされているが、これは事件発生日を「1962年（昭和37年）10月25日」と誤記したためである（正しくは「1964年」）。 | [ 資料 32 ] |
| 33 | 少年ライフル魔事件             | 片桐操              | 1965年7月29日                 | 18歳3か月                                   | 強盗殺人・同未遂など     | 1人                 | 銃に対する執着心から、自己のライフル銃で警察官を襲撃して拳銃を強取することを決意し、以下の事件を起こした。 1. 神奈川県高座郡座間町（現：座間市）で事件当日、虚偽の110番通報をして出動した巡査（21歳）から職務質問を受けるや、隠し持っていたライフル銃で巡査を射殺し、拳銃1丁などを強取した。 2. 1. の犯行後、警察官に変装して現場を去ろうとしたところ、パトカーで駆け付けた巡査2人に出会う。2人に拳銃を突き付け脅迫したが、うち1人が発砲して抵抗したため、殺意を持って拳銃3発を発射して逃走したため、拳銃強取の目的を遂げなかった。 3. さらに自動車に乗車して逃走中、停止を命じた警察官2人を脅迫して公務の執行を妨害し、次いで通過する自動車3台を次々に強取し、運転手らを車内に監禁した。 4. 3. の逃走中、今後の逃走に備えるため銃や銃弾を強取しようとし、渋谷の銃砲店に押し入り、拳銃を突き付けて店員らを脅迫。店員を人質に取り、ライフル銃3丁・銃弾517発を強取し、約1時間20分にわたり、包囲した多数の警察官・一般人らに対し、合計100発以上を発射して16人を負傷させたが、殺害には至らなかった。 | 1967年4月13日 - 横浜地裁・無期懲役 1968年（昭和43年）11月12日 - 東京高裁・死刑（破棄自判） 1969年（昭和44年）10月2日 - 最高裁第一小法廷・上告棄却 | 1972年7月21日に東京拘置所で死刑執行。 | [ 資料 33 ] |
| 34 | 結婚詐欺殺人事件               | S                   | 1967年1月26日                 | 19歳11か月                                  | 強盗殺人など             | 1人                 | 女性（当時28歳）に結婚すると偽って情交を重ね、彼女から相当多くの金を貢がせていたが、強く結婚を希望されたため彼女を殺害し、金品を奪って飲食店の営業資金にすることを画策。事件当日、被害者女性を「結婚を母に承諾させるから会いに行こう」と栃木県矢板市まで連れ出し、人里離れた道路に停車した自動車内にて被害者の首を手で絞め、さらにハンドルカバーを首に二重に巻き付けて緊縛し、窒息死させた。そして現金約13,350円および腕時計・指輪在中のハンドバッグ1個を強取し、死体をトランクへ押し込み、玉川上水路に遺棄した。 | 1968年2月7日 - 東京地裁八王子支部・無期懲役 1969年5月13日 - 東京高裁・死刑（破棄自判） 1970年8月20日 - 最高裁第一小法廷・上告棄却 | 第一審判決後の1968年4月8日に収監先・八王子医療刑務所八王子拘置所から脱走し、約1日後に確保。加重逃走罪で懲役2年の判決を受け控訴したが、東京高裁で1969年5月13日（強盗殺人罪などで死刑判決を受けた日と同日）に控訴棄却判決を受けた。死刑執行日は不明。 | [ 資料 34 ] |
| 35 | 栃木県烏山町呉服店一家殺害事件 | M                   | 1968年12月28日                | 19歳4か月                                   | 強盗殺人                 | 3人                 | 母らと会うために来ていく服装類・土産などを購入する金員に窮したため、客として出入りしたことのある呉服店に入り、家人を殺害して金員を強取することを決意。事件当日、裁鋏を片刃に分解したものを持ち、客を装って呉服店に赴き、応対に出た店主の妻（31歳）の背後から頸部・頭部などを五十数回にわたり突き刺して殺害。次いで同店2階に上がり、主人（39歳）の顔面・頸部などを同様に片刃鋏で数回突き刺して殺害。さらにそれを見て泣き叫んだ店主夫妻の娘（3歳）の後頭部などを突き刺して殺害し、現金5,000円およびネクタイピンセットを強取した。 | 1970年11月11日 - 宇都宮地裁・死刑 1971年（昭和46年）6月14日 - 東京高裁・控訴棄却 1970年8月17日 - 上告取り下げ | 死刑執行日は不明。 | [ 資料 35 ] |
| 36 | 東北大学女子職員殺害事件       | K                   | 1969年9月1日                  | 19歳6か月                                   | 殺人・強姦致死           | 1人                 | 被害者は東北大学農学研究科職員の女性（20歳）。事件当日夜、宮城県亘理郡山元町の町道で帰宅途中の被害者に出会い、自己の欲望を満足させるために女性を殺害した上で姦淫しようと決意。背後から左手を首に巻き付けて後方に引き寄せ、所携の小刀を背中に数回突き刺すなどして強姦し、女性を失血死させた。 | 1971年1月28日 - 仙台地裁・無期懲役 1971年8月2日 - 仙台高裁・死刑（破棄自判） 1972年（昭和47年）6月27日 - 最高裁第三小法廷・上告棄却 | 1976年に宮城刑務所で死刑執行。 | [ 資料 36 ] |
| 37 | 正寿ちゃん誘拐殺人事件         | K                   | 1969年9月10日                 | 19歳0か月                                   | 身代金目的略取殺人など   | 1人                 | 男児（6歳・質店経営者の長男）を誘拐して近親者から身代金を交付させようと企て、通学途中の男児を誘拐し、騒いだ場合は殺害することもやむを得ないと考えた。その上で事件当日、くり小刀を用意して通学路で男児を待ち受け、男児を付近の公衆便所に拉致して略取し、口にテープを貼り付けたりした。しかし男児が泣き叫んで暴れたため、くり小刀で心臓を突き刺して殺害し、死体をオープンケースに入れて搬出。駅構内の携帯品一時預かり所にケースを預けて死体を遺棄したほか、男児宅に電話を掛け、彼の父親に対し「500万円用意しろ」などと身代金を交付するよう要求した。同年9月11日（事件翌日）に逮捕。 | 1972年4月8日 - 東京地裁・死刑 1976年（昭和51年）7月20日 - 東京高裁・控訴棄却 1977年（昭和52年）12月2日 - 最高裁第三小法廷・上告棄却 | 正式な死刑確定は1978年（昭和53年）1月。1979年に東京拘置所で死刑執行。 | [ 資料 37 ] |
| 38 | 男娼等連続強盗殺人事件         | W・K                | 1967年 - 1973年               | 19歳 - 25歳                                 | 強盗殺人                 | 4人                 | 以下の事件を起こした（一部は成人後の犯行 / 被害者は売春婦3人・男娼1人）。 1. 1967年（昭和42年）4月24日朝（当時19歳）、愛知県名古屋市中区葉場町の旅館で同宿した女性（当時36歳）を絞殺し、現金35,000円を奪った。 2. 1967年4月10日（当時19歳）、大阪府大阪市西成区のホテルで女性（当時39歳）を絞殺し、現金2,000円を奪った。 3. 1972年（昭和47年）8月5日未明（当時24歳）、大阪市天王寺区茶臼山町で客引きしていた男性（当時26歳）を絞殺し、現金2,000円などを奪った。 4. 1973年（昭和48年）3月20日（当時25歳）、大阪市浪速区のホテルで女性（当時40歳）を絞殺し、がま口（現金640円入り）・腕時計などを奪った。 | 1975年（昭和50年）8月29日 - 大阪地裁・無期懲役 1978年（昭和53年）5月30日 - 大阪高裁・死刑（破棄自判） 1988年（昭和63年）6月2日 - 最高裁第一小法廷・上告棄却 | 1948年（昭和23年）3月17日、埼玉県北葛飾郡庄和町生まれ。 2019年10月1日時点で大阪拘置所に収監中（現在77歳）。 上告中に4件中2件（男性1人・女性1人の殺害）について無実を主張し、最高裁の調査官が「4件の殺人を認定した控訴審判決を破棄すべきだ」と報告書をまとめたが、その調査官は後に転勤。別の調査官が改めて「上告棄却」の報告書を提出した。                                | [ 資料 38 ] |
| 39 | 永山則夫連続射殺事件           | 永山則夫            | 1968年10月11日 - 11月5日      | 19歳3か月 - 4か月（最後の殺人を犯した時点） | 殺人・強盗殺人など       | 4人                 | 在日アメリカ海軍・横須賀海軍施設から盗んだ拳銃を使い、東京都港区（東京プリンスホテル）・京都市東山区（八坂神社）で警備員の男性2人を相次いで射殺。さらに北海道亀田郡七飯町・愛知県名古屋市港区でもタクシー運転手の男性2人を相次いで射殺した。 | 1979年（昭和54年）4月8日 - 東京地裁・死刑 1981年（昭和56年）8月21日 - 東京高裁・無期懲役（破棄自判） 1983年（昭和58年）7月8日 - 最高裁第二小法廷・破棄差戻 1987年（昭和63年）3月18日 - （差戻後）東京高裁・控訴棄却（第一審の死刑を支持） 1990年（平成2年）4月17日 - 最高裁第三小法廷・上告棄却 | 1949年（昭和24年）6月27日生まれ。 警察庁広域重要指定108号事件。 最高裁は1983年7月8日の上告審判決で、戦後の刑事裁判史上初めて量刑不当を理由に、被告人にとって不利益な方向で控訴審判決を破棄し、高裁への差し戻し（控訴審のやり直し）を命じた。また同判決で、初めて詳細な死刑適用基準（「永山基準」）を判示した。 1997年（平成9年）8月1日に東京拘置所で死刑執行（48歳没）。 |             |

### 2000年代以降に死刑確定
|    | 事件                               | 氏名 | 事件発生日                         | 事件当時の 年齢 | 罪状               | 殺害された 被害者数 | 事件概要 | 判決宣告日 （太字は死刑確定日） | 備考 | 参考文献 |
| -- | ---------------------------------- | ---- | ---------------------------------- | --------------- | ------------------ | ------------------- | --- | --- | --- | -------- |
| 40 | 市川一家4人殺害事件                | S・T | 1992年（平成4年）3月 （5日 - 6日） | 19歳            | 強盗殺人・殺人など | 4人                 | 暴力団関係者とトラブルを起こして200万円を要求されたため、盗みによりこれを得ようと決意し、事件1か月前に強姦した被害者少女（高校1年生）宅に窃盗目的で侵入。家人と居合わせたことで強盗に転じ、（被害者少女の祖母・両親・妹）4人を相次いで殺害。逮捕されるまでの間、少女を数回にわたり強姦したほか、本事件前にも傷害・強姦致傷などの事件を起こしていた。                              | 1994年（平成6年）8月8日 - 千葉地裁・死刑 1996年（平成8年）7月2日 - 東京高裁・控訴棄却 2001年（平成13年）12月3日 - 最高裁第二小法廷・上告棄却 | 1973年（昭和48年）1月30日生まれ。 2017年12月19日に東京拘置所で死刑執行（44歳没）。 |          |
| 41 | 大阪・愛知・岐阜連続リンチ殺人事件 | K・M | 1994年9月28日 - 1994年10月8日      | 19歳            | 殺人・強盗殺人など | 4人                 | K・M（以下「KM」）、K・A（以下「KA」）、H・M（以下「HM」）の3人は11日間に、大阪府・愛知県・岐阜県の3府県で偶然居合わせた青年に対し激しい暴行を加え、4人を殺害する事件を起こした。 また被告人KMは一連の事件前に強盗致傷事件を起こしたほか、大阪府の事件と愛知県の事件の間に単独ないしKAやほか1人と共謀して恐喝・共同暴行などの事件を起こした。                                     | 2001年（平成13年）7月9日 - 名古屋地裁・死刑 2005年（平成17年）10月14日 - 名古屋高裁・死刑（破棄自判） 2011年（平成23年）3月10日 - 最高裁第二小法廷・上告棄却 | 1975年（昭和50年）3月19日生まれ。 2019年10月1日時点で東京拘置所に収監中（現在50歳）。 最高裁が把握している1966年以降、1つの少年事件で同時に複数の被告人の死刑が確定した事例は初。 |          |
| 42 | 大阪・愛知・岐阜連続リンチ殺人事件 | K・A | 1994年9月28日 - 1994年10月8日      | 19歳            | 殺人・強盗殺人など | 4人                 | K・M（以下「KM」）、K・A（以下「KA」）、H・M（以下「HM」）の3人は11日間に、大阪府・愛知県・岐阜県の3府県で偶然居合わせた青年に対し激しい暴行を加え、4人を殺害する事件を起こした。 また被告人KMは一連の事件前に強盗致傷事件を起こしたほか、大阪府の事件と愛知県の事件の間に単独ないしKAやほか1人と共謀して恐喝・共同暴行などの事件を起こした。                                     | 2001年7月9日 - 名古屋地裁・無期懲役 2005年10月14日 - 名古屋高裁・死刑（破棄自判） 2011年3月10日 - 最高裁第二小法廷・上告棄却 | 1975年7月21日生まれ。 2019年10月1日時点で名古屋拘置所に収監中（現在50歳）。 |          |
| 43 | 大阪・愛知・岐阜連続リンチ殺人事件 | H・M | 1994年9月28日 - 1994年10月8日      | 18歳            | 殺人・強盗殺人など | 4人                 | K・M（以下「KM」）、K・A（以下「KA」）、H・M（以下「HM」）の3人は11日間に、大阪府・愛知県・岐阜県の3府県で偶然居合わせた青年に対し激しい暴行を加え、4人を殺害する事件を起こした。 また被告人KMは一連の事件前に強盗致傷事件を起こしたほか、大阪府の事件と愛知県の事件の間に単独ないしKAやほか1人と共謀して恐喝・共同暴行などの事件を起こした。                                     | 2001年7月9日 - 名古屋地裁・無期懲役 2005年10月14日 - 名古屋高裁・死刑（破棄自判） 2011年3月10日 - 最高裁第二小法廷・上告棄却 | 1975年10月23日生まれ。 2019年10月1日時点で名古屋拘置所に収監中（現在49歳）。 |          |
| 44 | 光市母子殺害事件                   | O・T | 1999年（平成11年）4月14日          | 18歳30日        | 殺人・強姦致死など | 2人                 | 白昼、配水管の検査を装って上がり込んだアパートの一室で主婦（23歳）を強姦しようとしたが、激しく抵抗されたため、両手で絞殺した上で姦淫。さらにその後、激しく泣き続ける主婦の長女（生後11か月）を床に叩きつけたり、紐で首を絞めたりして殺害し、被害者の財布1個を窃取した。 | 2000年（平成12年）3月22日 - 山口地裁・無期懲役 2002年（平成14年）3月14日 - 広島高裁・控訴棄却 2006年（平成18年）6月15日 - 最高裁第三小法廷・破棄差戻 2008年（平成20年）4月22日 - 広島高裁・死刑（破棄自判） 2012年（平成24年）2月20日 - 最高裁第一小法廷・上告棄却 | 1981年（昭和56年）3月16日生まれ。 2019年10月1日時点で広島拘置所に収監中（現在44歳）。 最高裁が死刑求刑事件で二審の無期懲役判決を破棄した例は、永山への第一次上告審判決（1983年）および福山市独居老婦人殺害事件の被告人への上告審判決（1999年）以来。 永山第一次上告審判決で「永山基準」が示されて以降、犯行時少年への死刑確定は6人目で、2人を殺害した少年としては初の死刑確定。また死刑確定者としては、犯行時の年齢（18歳1か月）は最高裁が把握している1966年以降では最年少となる。 差戻前の一・二審は被告人の年齢・更生可能性などを理由に無期懲役としたが、最高裁は「年齢は死刑回避の決定的事情とまではいえない」として原判決を破棄し、差戻後の控訴審では「極刑を回避すべき事情はない」として死刑が言い渡された。 |          |
| 45 | 石巻3人殺傷事件                    | C・Y | 2010年2月10日                      | 18歳7か月       | 殺人など           | 2人                 | 2月10日朝、共犯の少年（17歳・殺人幇助罪などで有罪確定）と共謀し、交際相手である18歳少女の実家（宮城県石巻市）に侵入。自身との交際に反対していた少女の姉（20歳）・友人少女（18歳）の2人を牛刀で刺殺したほか、居合わせた少女の姉の知人男性（22歳）にも重傷を負わせ、少女を車で連れ去った。 また2月4日 - 5日には祖母宅（同県東松島市）で次女に暴行を加え、全身打撲・火傷を負わせた。 | 2010年（平成22年）11月25日 - 仙台地裁（裁判員裁判）・死刑 2014年（平成26年）1月31日 - 仙台高裁・控訴棄却 2016年（平成28年）6月16日 - 最高裁第一小法廷・上告棄却 | 1991年（平成3年）7月2日生まれ。 2019年10月1日時点で宮城刑務所仙台拘置支所に収監中（現在34歳）。 裁判員制度導入（2009年5月）以降、事件当時少年の被告人に死刑判決が言い渡され、確定したケースは初。また「永山基準」が示されて以降、死刑が確定した少年死刑囚は7人目。 |          |
| 46 | 甲府市殺人放火事件                 | E・Y | 2021年10月12日                     | 19歳            | 殺人など           | 2人                 | 甲府市の会社員男性（当時55歳）宅に侵入し、男性と妻（当時50歳）をなたやナイフで殺害したほか、次女（当時14歳）も殺害しようとなたで襲って負傷させ、ライター用オイルを用いて家を放火し、全焼させた。殺害された夫婦の長女に交際を断られたことが犯行の動機である。 | 2024年（令和6年）1月18日 - 甲府地裁（裁判員制度）・死刑 2024年2月2日 - 控訴取り下げ | 2022年4月に施行された改正少年法で「特定少年」と位置づけられた少年（犯行時18歳・19歳の少年）の実名が、起訴後に検察庁から公開された初の事例。犯行時少年の死刑確定は「永山判決」（1983年）以降では8人目で、「特定少年」に対する死刑判決宣告は確定も含めて初である。 |          |

## その他
上坂冬子・小林弘忠はそれぞれ自著で、1945年（昭和20年）12月19日、札幌市にあった進駐軍宿舎に盗みに入った少年3人が米兵を殺害して拘束されて強盗殺人罪に問われ、アメリカ軍の軍事法廷（軍法会議）における2日間の審理の結果、主犯とされた少年（当時18歳）は1946年（昭和21年）1月23日に死刑が確定、同年5月17日に巣鴨プリズンで絞首刑に処されたと述べている。なお共犯の少年2人について、上坂は強制労働30年の刑が言い渡されたが、彼らのその後の運命は不明であると述べている。

## 実名報道
少年法第61条は、家庭裁判所の審判に付された少年、および少年時の事件で起訴された人物について、本人を推知できる報道（氏名・年齢・職業・住居など）を禁じている。これは犯罪少年・触法少年の更生・社会復帰への配慮からであるが、少年事件としては初めて複数の被告人に死刑が確定した大阪・愛知・岐阜連続リンチ殺人事件の上告審判決（2011年）以降、『毎日新聞』を除く全国紙（読売・朝日・産経・日経）および通信社（共同通信社・時事通信社）、テレビ局は死刑確定の時点で実名報道に切り替えている。一方、『毎日新聞』および『中日新聞』『東京新聞』は死刑確定の時点では確定前と同様に匿名報道を継続しているが、これらの新聞も2017年に市川一家4人殺害事件の死刑囚（1992年に事件発生 / 当時19歳）が刑を執行された際には他社と同じく実名報道に切り替えている。